# Palazzo di Città (Pescara)
Palazzo di Città è un edificio storico di Pescara, sede del consiglio comunale e degli uffici del sindaco.
Costruito nel 1935 da un progetto di Vincenzo Pilotti, l'edificio rappresenta uno degli esempi più emblematici dell'architettura razionalista di regime in città. Unitamente a piazza Italia, esso forma quello che fu concepito come il centro amministrativo di Pescara, nato negli anni 1930 in seguito alla fusione con il comune di Castellammare Adriatico e all'elevazione della città a capoluogo di provincia. Assieme alla Torre dell'Orologio, Palazzo di Città è considerato uno dei simboli della cittadinanza pescarese.

## Storia

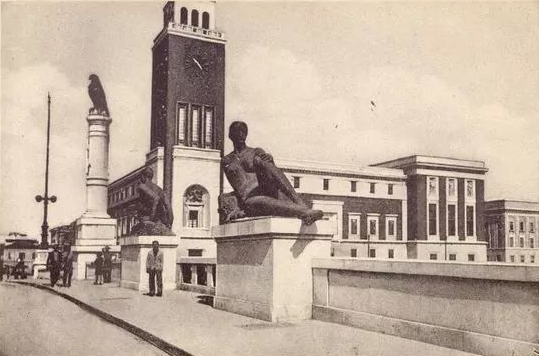
Veduta da ponte Littorio, distrutto dai tedeschi in ritirata nel 1944 durante la seconda guerra mondiale

Agli inizi del Novecento, il rapido sviluppo dei nuclei urbani di Pescara e Castellammare Adriatico condusse all'unificazione dei due comuni, decretando la creazione, nel 1927, della provincia di Pescara. Già agli inizi degli anni venti, le realtà amministrative locali cominciarono a riconsiderare l'assetto urbanistico del territorio, manifestando la precisa volontà di dare un aspetto monumentale al cuore della nuova città.
L'area selezionata fu la Vallicella – una zona posta al confine tra i due borghi, a ridosso della riva settentrionale del fiume Aterno-Pescara – che rappresentò il risultato di un compromesso tra le richieste di Castellammare Adriatico, la quale rivendicava un ruolo preciso nella formazione della città dopo aver ceduto sul nome, e quelle di Pescara, che non era disposta a concedere il predominio, sfruttando, da parte sua, l'appoggio politico di Gabriele D'Annunzio. Il podestà Berardo Montani affidò il progetto all'architetto Vincenzo Pilotti, il quale immaginò una vasta piazza ottagonale in cui concentrare i principali edifici pubblici del nuovo capoluogo, incluso il municipio di Pescara.
Disegnato da Pilotti nell'agosto del 1933, il Palazzo di Città fu completato e inaugurato due anni più tardi insieme a piazza dei Vestini, oggi nota come piazza Italia. Una serie di modifiche apportate nel 1935 al piano regolatore pescarese ridussero l'originario aspetto scenografico della piazza. Tuttavia, il complesso che comprendeva Palazzo di Città, Torre dell'Orologio e Palazzo del Governo, fu costruito in tempi brevissimi entro il 1936 nel rispetto dei caratteri dell'architettura razionalista di regime, denotando l'aderenza di Pilotti al classicismo di stampo accademico auspicato dai gerarchi fascisti. Originariamente, la realizzazione del Palazzo di Città prevedeva, nel lato prospiciente il fiume, un imbarcadero pensato appositamente da D'Annunzio per i suoi viaggi in idrovolante. Fino all'avvento della seconda guerra mondiale, la loggia della torre civica era sormontata dalla scritta in ferro «duce».

## Descrizione

### Esterni

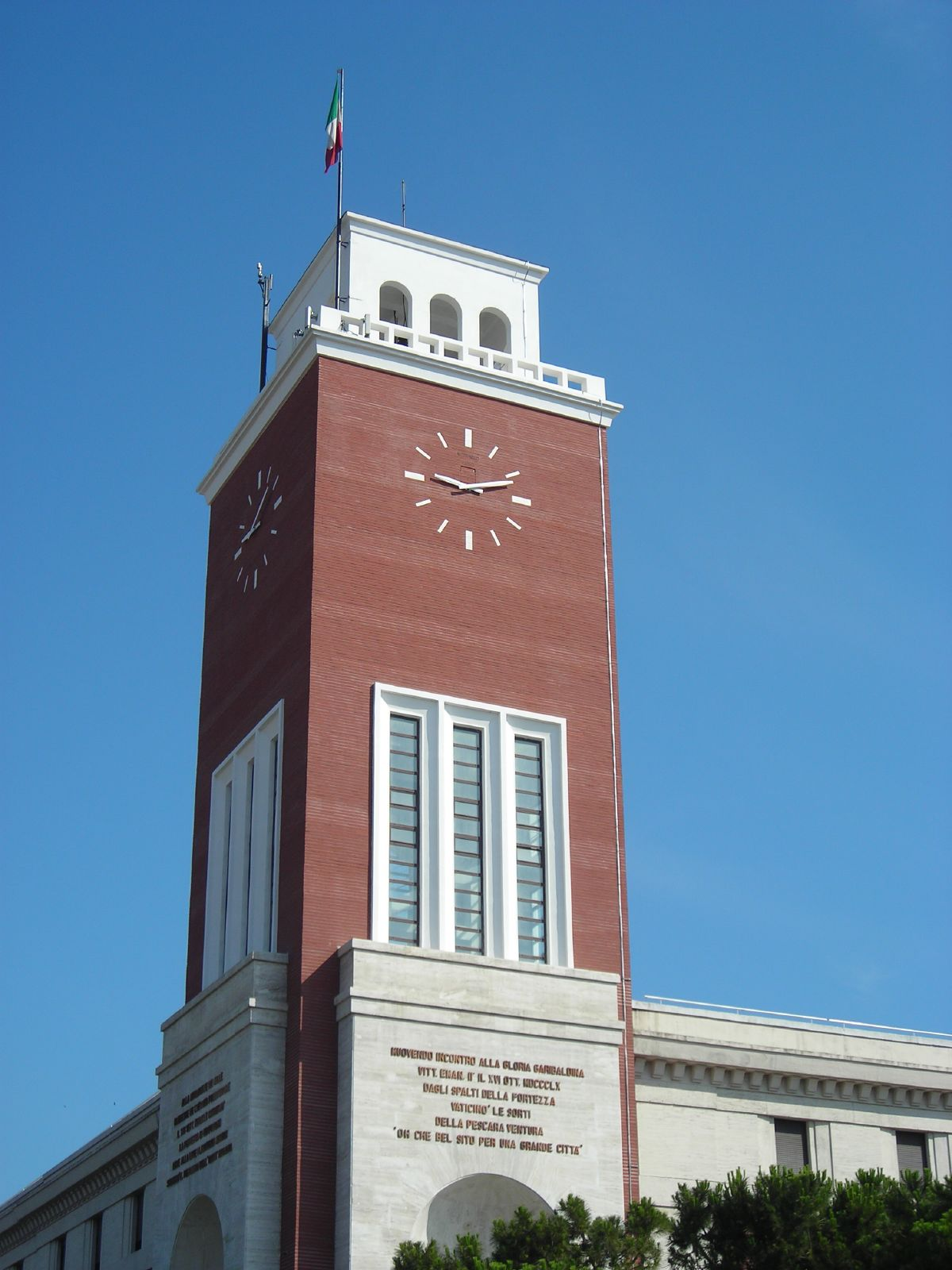
Dettaglio della Torre dell'Orologio

Palazzo di Città rappresenta una delle architetture che contraddistinguono piazza Italia. Costruito secondo i caratteri del razionalismo italiano di inizio Novecento, l'edificio è improntato all'enfasi monumentale del periodo fascista e interpreta una visione solenne del potere civile, fondato sui valori dell'uomo e della stirpe. Il palazzo si sviluppa su tre livelli, seguendo una pianta a forma di elle che colloca, nel punto di incontro dei due corpi, la torre campanaria. Lo stabile è interamente costruito in travertino e mattoni – i quali producono un contrasto tra colori – e si distingue per le sue relazioni formali e materiche. L'ingresso principale, situato all'interno della elle, è preceduto da un ampio scalone ed è sormontato da una scritta in pietra portante il nome del palazzo. L'area antistante è dedicata a Vincenzo Chiola, sindaco della città negli anni cinquanta, come ricorda una targa apposta sull'entrata.
Al lato della stessa facciata, vi sono una serie di nicchie in marmo contenenti tre statue femminili che allegoricamente rappresentano la gloria poetica e delle arti, nonché la sacralità del luogo. Il lato che affaccia sul fiume è invece decorato con tre statue maschili che raffigurano l'abbondanza delle acque fluviali, un pescatore ed un minatore. L'ingresso laterale è sormontato dalla scritta su marmo «Ave dulce vatis flumen / Ave vetus urbis numen» («Salve dolce fiume del Vate / Salve antico nume della città»), tratto da un distico del 1927 in omaggio a Gabriele D'Annunzio, dettato da Domenico Tinozzi in qualità di primo presidente della neonata provincia pescarese.

### Interni
Gli interni del palazzo mantengono lo stile monumentale che caratterizza l'opera di Pilotti. Uno scalone a doppia rampa conduce al piano nobile, ove sono collocati i saloni di rappresentanza del comune, nonché la Sala della Giunta e l'ufficio del sindaco. Atri marmorei e scaloni d'onore precedono locali ampi e luminosi che si prestano ad accogliere forme artistiche di varia natura. La Sala del Consiglio ne è l'esempio più eloquente, essendo riccamente decorata da una serie di dipinti realizzati da Luigi Baldacci che ripercorrono – tramite un ciclo di affreschi – le fasi storiche che hanno scandito la nascita di Pescara. Sono anche presenti due statue: una rappresentante Gabriele D'Annunzio e realizzata da Venanzo Crocetti, e l'altra raffigurante Grazia Masciarelli, detta "La Marinara", ad opera di Vicentino Michetti. La sala, originariamente concepita come luogo più piccolo, è stata trasformata in un salone monumentale che misura trenta metri per sedici, come esplicitamente richiesto da Montani a Pilotti sulla scia della Sala Patini dell'Aquila.

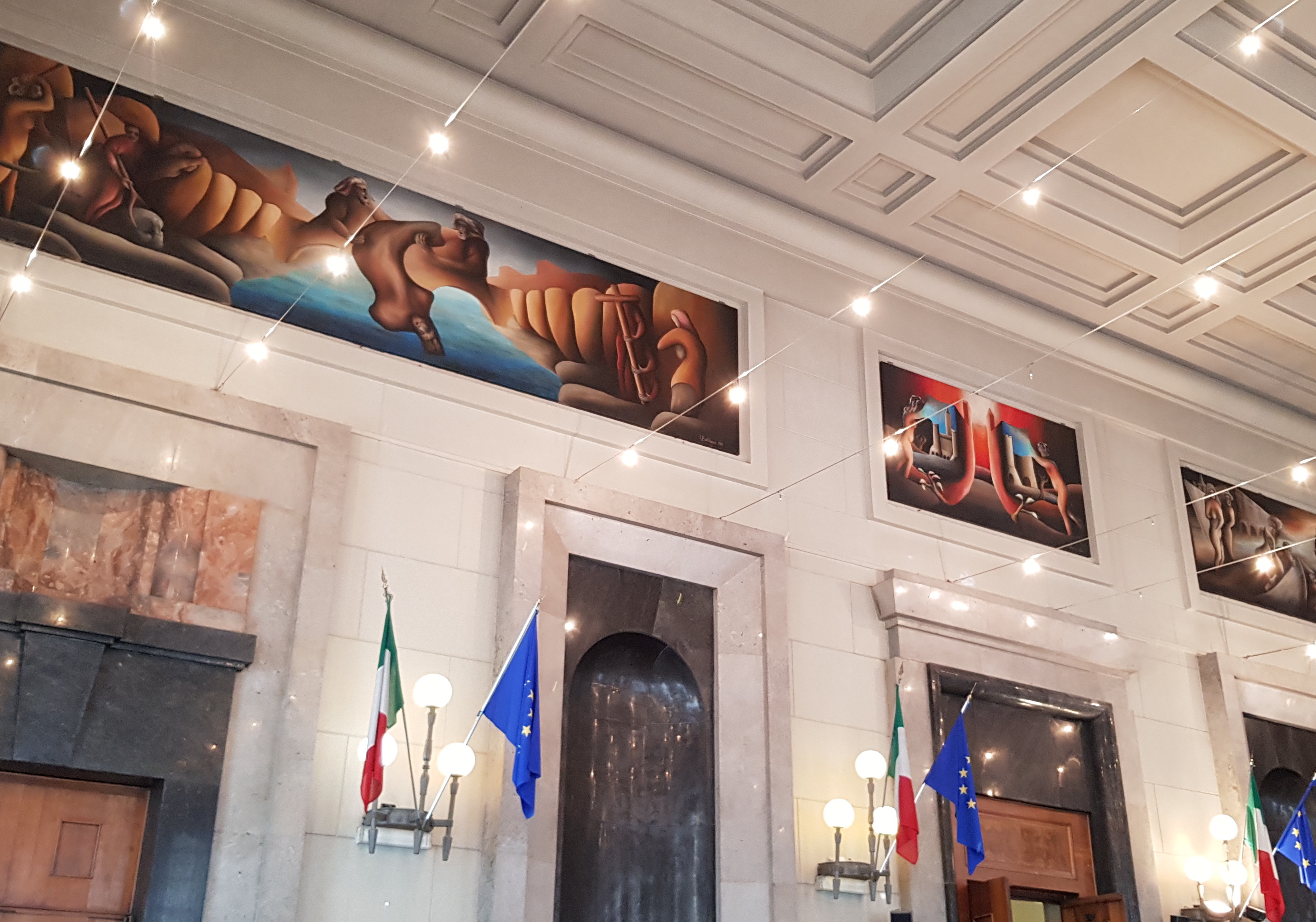
Dettaglio della sala consiliare, in cui è visibile parte degli affreschi realizzati da Luigi Baldacci

Un modello in miniatura di Fontana la Nave, inizialmente esposto in piazza Santa Croce a Firenze nel 1986, è conservato in uno degli atri del palazzo. La Sala Aternum – pensata come luogo della storia e dell'identità della città – è un ricco contenitore di reperti antropologici, allestiti grazie al contributo del Museo delle Genti d'Abruzzo, l'Archivio di Stato e la Soprintendenza Archeologica. Vi si possono ammirare opere donate dalla famiglia Cascella, tra cui Barche sul mare di Tommaso Cascella, Dopo il bagno di Michele Cascella e Ai caduti del mare di Pietro Cascella. Vi sono esposti i registri storici cittadini del Seicento e Settecento, incluso l'atto di nascita originale di Gabriele D'Annunzio, il primo piano regolatore di Leopoldo Muzii del 1882 e quello di Luigi Piccinato del 1946.

### Torre dell'Orologio
La torre campanaria, a base quadrata e posta nel punto di giunzione dei due corpi del palazzo, è sormontata da un orologio replicato, sia nelle dimensioni che nei colori, su ciascuna delle quattro facciate. L'apice è caratterizzato da un loggione ad archi che racchiude l'impianto campanario. Il meccanismo di regolazione dell'orologio è situato al primo livello della struttura, a cui si accede dal tetto dei due corpi esterni. Ai lati della torre sono presenti delle epigrafi commemorative in onore di Vittorio Emanuele II e Clemente de Caesaris. Quest'ultimo fu fatto prigioniero presso la fortezza borbonica di Pescara nel 1849, in quanto indicato da Giuseppe Garibaldi come governatore provvisorio delle città di L'Aquila, Chieti e Teramo. Venuto a sapere dell'arresto, Garibaldi fece pressioni e minacciò i Borboni affinché rilasciassero De Caesaris. Questi, una volta libero, riuscì ad organizzare una sommossa e conquistò la fortezza, riconsegnandola ai piemontesi nel 1861. In seguito alla proclamazione del Regno d'Italia, avvenuta qualche mese più tardi, il re Vittorio Emanuele II giunse a Castellammare Adriatico e Pescara, dove, dagli spalti della fortezza, ebbe modo di pronunciare la frase «Oh che bel sito per una grande città», riportata su una delle due epigrafi situate ai lati della torre civica.